# ناكابا سوزوكي
ناكابا سوزوكي (باليابانية: 鈴木央 سوزوكي ناكابا) من مواليد 8 فبراير 1977 في سوغاكاوا - فوكوشيما في اليابان. وهو فنان مانغا ياباني، بدأ أول أعماله في 1994 بقصة بعنوان «انتقام». 

## أعماله
- ارتفاع الأثر (ラ イ ジ ン グ イ ン パ ク ト؟) (1998-2002) (شونن جمب الأسبوعية).
- الترا الأحمر (2002-2003) (شونن جمب الأسبوعية).
- بوكو تو كيمي نو ايدا ني (僕 と 君 の 間 に؟) (2004-2006) (الترا جمب).
- عاصفة ثلجية أكسل (ブ リ ザ ー ド ア ク セ ル؟) (2005-2007) (شونن صنداي الأسبوعية (مجلة)).
- كونغو بانتشو (金剛 番 長؟) (2007-2010) (شونن صنداي الأسبوعية (مجلة)).
- الخطايا السبع المميتة (مانغا) (七 つ の 大 罪؟) (2012-) (مجلة شونن الأسبوعية (مجلة)).

## روابط إضافية
- مدونة ناكابا سوزوكي

## روابط خارجية
- ناكابا سوزوكي على موقع ANN person (الإنجليزية)